# خالد رضوان
خالد رضوان (مواليد 2 أكتوبر 1990 ، لاعب كرة قدم قطري من أصل سوري يجيد اللعب في مركز الدفاع مع نادي الخور في دوري نجوم قطر .
لعب مع أندية الشحانية والخريطيات و لخويا و الخور و المرخية.

## روابط خارجية
- خالد رضوان على موقع Soccerway.com (الإنجليزية)